# Beg ar C'hra Communauté
La communauté de communes de Beg ar C'hra est une ancienne communauté de communes française, située dans le département des Côtes-d'Armor, en région Bretagne.

## Histoire
Créée le 22 décembre 1994 par arrêté préfectoral, la communauté de communes de Beg Ar C'hra regroupait les huit communes de l'intercommunalité et a succédé au SIVU de Beg Ar C’hra né en 1992.
L'intercommunalité disparaît le 31 décembre 2013 à la suite de sa fusion avec Lannion-Trégor Agglomération et la commune de Perros-Guirec pour former Lannion-Trégor Communauté le 1er janvier 2014.

## Territoire communautaire

### Géographie
Située dans le pays historique du Trégor et du Trégor-Goëlo au sens de la loi Voynet, la communauté de communes de Beg ar C'hra regroupait sept des neuf communes du canton de Plouaret et une commune, Lanvellec, du canton de Plestin-les-Grèves.

### Composition
Elle était composée des 8 communes suivantes :
- Lanvellec
- Loguivy-Plougras
- Plouaret
- Plougras
- Plounérin
- Plounévez-Moëdec
- Trégrom
- Le Vieux-Marché

## Administration

### Siège
Le siège de la communauté de communes était à Plouaret, rue Louis Prigent.

### Conseil communautaire
Le conseil communautaire comptait 29 conseillers titulaires.

### Liste des présidents
| Période      | Période       | Identité          | Étiquette | Qualité                             |
| ------------ | ------------- | ----------------- | --------- | ----------------------------------- |
| janvier 1995 | avril 2008    | Michel Disez      | PS        | Maire du Vieux-Marché (1977 → 2008) |
| avril 2008   | décembre 2013 | Gildas Le Troadec | UDB       | Maire de Trégrom (2001 → 2014)      |

### Compétences

#### Compétences obligatoires
- Aménagement de l’espace
- Développement économique

#### Compétences optionnelles
- Ordures ménagères
- Protection et mise en valeur de l'environnement
- Protection des sites et paysages
- Qualité de l’eau
- Filière bois-énergie
- Logement et cadre de vie
- Construction, entretien et fonctionnement d’équipements culturels